# Manitú
Manitú és, en la mitologia nord-americana, el Gran Esperit, el creador de totes les coses i el que dona la vida. El seu significat correcte s'acosta més a «Gran connexió». El nom prové de la paraula algonquina que significa 'esperit', i Guitxe Manitú (o Gitche Manitou, com se'l coneix als Estats Units) significa 'Gran Esperit'. Els exploradors francesos parlaven del Grand Manitou.